# Minami Ozaki
Minami Ozaki (尾崎南 Ozaki Minami?) es una mangaka japonesa nacida el 27 de febrero de 1968 en Kanagawa, Japón. Su tipo de sangre es 0. Ella es más reconocida por la serie de anime y manga de contenido yaoi llamado Zetsuai 1989. Su nombre real es Ryo Minami (南亮 Minami Ryo?), pero en el año 1986 ella se convirtió en fanática del popular músico Yutaka Ozaki y cambió su seudónimo a Minami Ozaki. En otras ocasiones, ella usa otro seudónimo — Minami Himemuro (姫室ミナミ?).
En el 1988 y a la edad de 20 años, publica su primer trabajo llamado Chūsei no Akashi (Proof of Loyalty), el cual fue publicado en la revista Margaret Comics.

## Obras
- Chūsei no Akashi, 1988
- 3 Days, 1989
- Zetsuai 1989, 1989
- Bad Blood, 1992
- Bronze: Zetsuai Since 1989, 1991

## Doujinshi
Desde 1984, Minami Ozaki ha publicado una gran cantidad de yaoi doujinshi. Los más exitosos son:
- NTT
- Calekka
- Club Doll
- Kreuz